# 規範
規範（きはん、英: norm）とは、「〜である」と記述される事実命題に対し、「〜べきである」と記述される命題ないしその体系をいう。法規範や社会規範がその典型であり、道徳や倫理も規範の一種である。社会学において人間社会集団におけるルール・慣習（慣習法参照）のひとつで、集団に参加する者は前提として集団に設けられた規範を守らなければならず、規範からの逸脱は問題として扱われる事が一般的である（逸脱行動が酷い者は悪玉と見做されて集団から追放される可能性もある）。規範に対する挑戦的行動は、規範を設けている集団との直接対決を意味する。規範についての規範はメタ規範という。

## 概要
社会規範は歴史的な発展を紐解けば、社会全体の利益という目的に沿っているものであり、風習よりも合理化されている場合が多い。この社会規範に従った行動は同調行動と呼ぶ。しかし、時間の経過とともに、その本来の機能が忘れ去られて、社会的行為の調整としての機能を果たすこともしばしばである。また個人においては外部規範の内面化がおき、道徳となる。なお法律は、国家における規範に基づいて制定される。
哲学においてはたとえば「真」・「善」・「美」のそれぞれ「思惟」・「意志」・「感情」に対応したものが挙げられる。規範に関する学を規範学（英: normative science、独: normative Wissenschaft、仏: science normative）と言う。